# Hister ciliatus
Hister ciliatus är en skalbaggsart som beskrevs av Lewis 1888. Hister ciliatus ingår i släktet Hister och familjen stumpbaggar. Inga underarter finns listade i Catalogue of Life.